# Tavola di Trinitapoli
La tavola di Trinitapoli è un'importante iscrizione epigrafica latina proveniente dall'omonimo comune, incisa su un supporto in pregiato marmo proconnesio, di colore bianco-azzurro e dai grandi cristalli, tipici del materiale di cava proveniente dall'omonima isola del Mar di Marmara. 
La lapide fu ritrovata negli anni settanta del Novecento, in località Chiavicella grande, in un'area campestre al limitare occidentale del territorio comunale, ma l'oggetto fu gravemente danneggiato, e il testo quasi cancellato, dalle manomissioni disposte dall'amministrazione comunale di Trinitapoli, che volle poi affiggerla nella casa comunale.
Il suo testo è stato in parte recuperato da Andrea Giardina e Francesco Grelle: il loro lavoro, pubblicato nei primi anni ottanta, ha permesso la leggibilità del 75% dell'iscrizione originaria e una certa comprensione delle rimanenti porzioni, rivelando alla conoscenza un importante documento giuridico della Tarda antichità. 

## Contesto archeologico del ritrovamento
Il reperto archeologico proviene da una località circa a metà strada lungo l'ampia via di comunicazione romana che connetteva in antico Salapia a Canusium, ed è il frutto di un rinvenimento fortuito in un fondo agricolo, avvenuto negli anni 1968/1969, quando il proprietario del terreno, Michele Putignani, vi si imbatté casualmente durante l'esecuzione dei lavori di scasso per l'impianto di una vigna. 
La tavola è di forma quasi rettangolare, conformata in alto, su uno dei lati corti, in forma di una blanda cuspide, parzialmente mutilata già in antico. All'epoca del ritrovamento giaceva a circa un metro di profondità, come pezzo di reimpiego, adibita a lastra di copertura per una sepoltura nella nuda terra, con il lato anepigrafo rivolto verso l'alto. 
L'inumazione era accompagnata da tracce di un corredo funerario: infatti, al di sotto della lapide, accanto ai resti scheletrici umani, l'inventore riferì di aver scorto alcuni frammenti di una spada, di cui non vi è più traccia o notizia. L'inumazione non era isolata, ma era inserita in un piccolo contesto funebre con altre sepolture più semplici, prive di corredi e ricoperte da lastre laterizie.
Se si eccettua la lapide, l'intero contesto archeologico del rinvenimento è andato perduto, mentre le successive trasformazioni e riconversioni agricole dei terreni hanno vanificato ogni tentativo di ricostruzione a posteriori.

## Intervento di ricomposizione
Al momento della scoperta, la lapide marmorea si presentava rotta in quattro frammenti irregolari, ma in buone condizioni, nonostante la sua posizione, con il lato iscritto rivolto verso il basso, avesse favorito, nel tempo, la formazione di concrezioni minerali sull'epigrafe. 
Il reperto, consegnato al comune di Trinitapoli, fu da questi affidato alle mani di un muratore locale, che lo sottopose a un improvvido intervento di ricomposizione e restauro: i pezzi furono ricongiunti con l'aiuto di un mastice sintetico estremamente tenace, che, debordato in maniera maldestra dalla sua sede di applicazione, ha finito per coprire e rendere illeggibili parte delle lettere. L'artigiano, inoltre, nell'intento di liberare il pezzo dalle sue concrezioni, sottopose il marmo a una disastrosa smerigliatura che ne ha ulteriormente compromesso la leggibilità, risparmiando solo tre piccole aree. Si deve probabilmente a quella molatura l'aspetto ondulato che la sua superficie presenta.

## Contenuto epigrafico
Lo specchio epigrafico, non incorniciato, è collocato nella parte alta della lastra, a partire dal lato cuspidale. Lo spazio è alto 85 cm mentre la sua larghezza è uguale a quello della lapide, 72 cm. La scritta si sviluppa su 34 linee, ciascuna di 65-75 lettere, alte in media 2 cm, la cui leggibilità, nelle ultime quattro righe e nelle parti estremali delle prime nove, è stata gravemente compromessa dall'intervento successivo alla scoperta.
Il testo latino contiene un atto normativo imperiale che, alle linee 19 e 28, connota indifferentemente se stesso come, rispettivamente, lex o decretum. 
Proveniente da Valentiniano I, l'atto pubblicizzato dalla lapide era indirizzato all'uomo politico Sesto Claudio Petronio Probo, prefetto del pretorio per l'Italia nel 368-375 (e poi nel 383), individuato dalla menzione che si fa del destinatario in un soggetto di nome Probus definito parens dal testo (Probe parens carissime, della riga 18). Questo riferimento ne ha permesso anche la datazione. 
Esso intendeva incidere sui rapporti tra l'impero romano e i suoi contribuenti, stabilendo l'obbligatorietà di un sistema di scritturazioni e controlli la cui istituzione doveva servire a evitare forme di collusione tra funzionari provinciali e tabularii.